# Bahnhof Willingen
Der Bahnhof Willingen ist der Bahnhof der nordhessischen Gemeinde Willingen im Upland, dem nordöstlichen Teil des Rothaargebirges. Er liegt an der in diesem Bereich „Uplandbahn“ genannten Bahnstrecke Wega–Brilon Wald unweit der hessisch/nordrhein-westfälischen Landesgrenze.

## Geschichte
Im Frühjahr 1913 begann man an mehreren Abschnitten mit dem Streckenbau der Uplandbahn zwischen Brilon Wald und Korbach. Am 1. Oktober des darauf folgenden Jahres wurde die Teilstrecke Brilon Wald–Willingen dem Verkehr übergeben. Am 1. April 1917 trat die letzte Postkutsche ihre Fahrt an, um zukünftig der Eisenbahn das Feld zu überlassen. Einen Tag später wurde mit der Eröffnung des Teilabschnittes Usseln–Willingen die knapp 90 Kilometer lange Bahnstrecke Wega–Brilon Wald auf ganzer Linie komplett fertig gestellt.

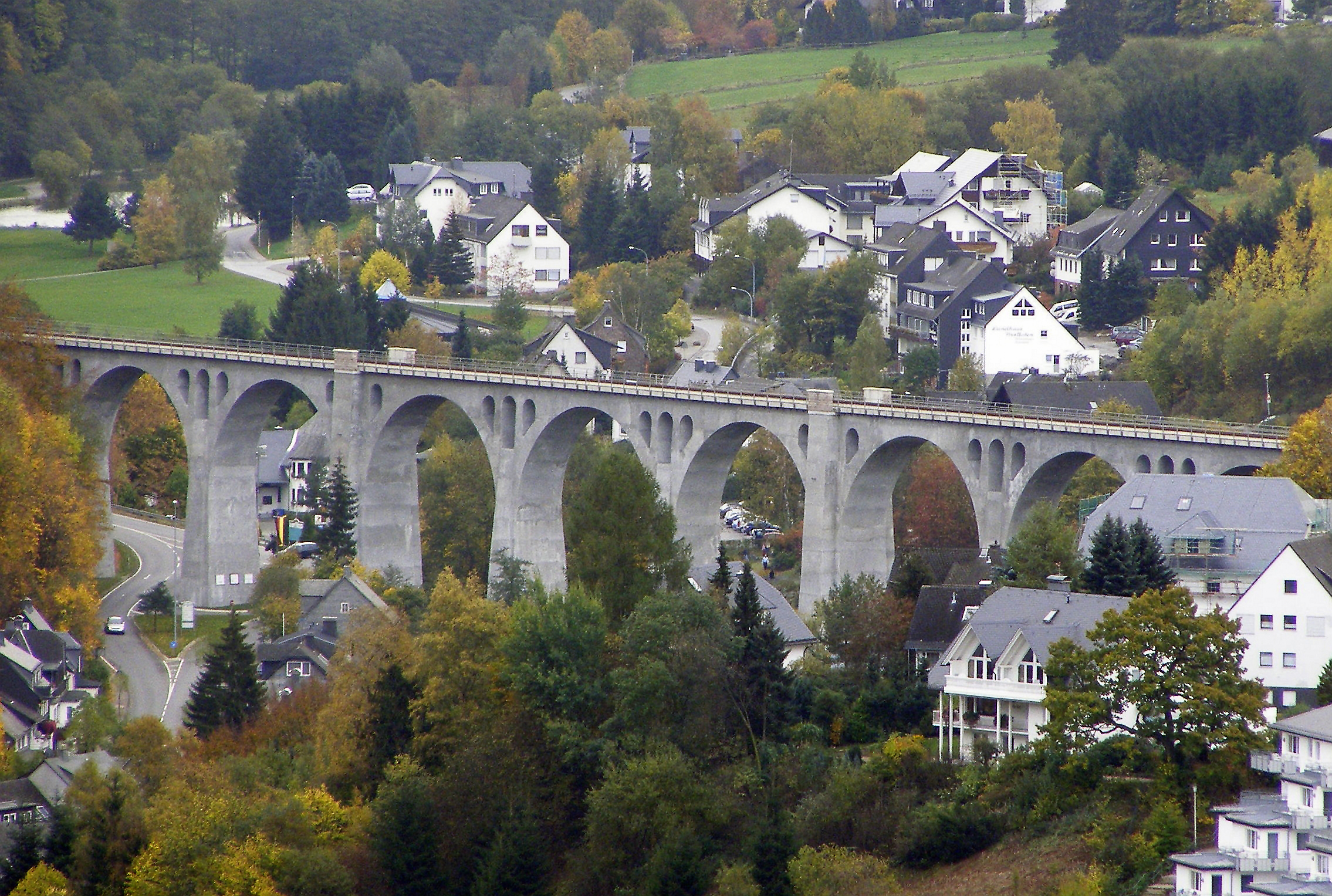
Viadukt der Uplandbahn

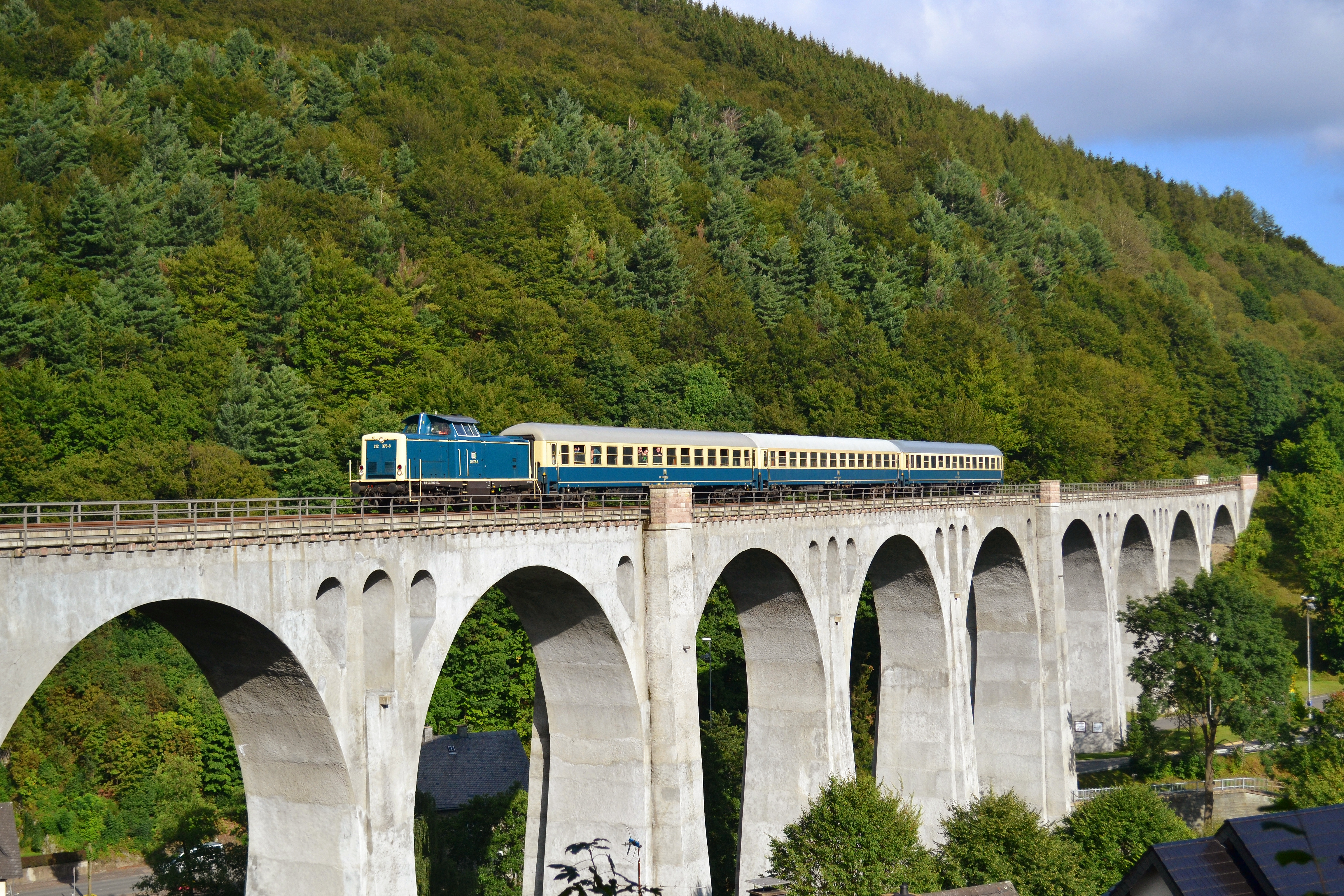
Ein Sonderzug im September 2012 auf dem Willinger Viadukt

Ein voll beladener Munitionszug mit 28 Wagen, der im Willinger Bahnhof stand, explodierte am 20. März 1945 nach einem Luftangriff. Alle Häuser im näheren Umkreis wurden beschädigt und zum Teil unbewohnbar. Trümmerteile flogen bis ins weit westlich gelegene Ruhrtal. Am 29. März 1945 wurde Willingen von einer aus Süden kommenden Panzerkolonne der US-Army kampflos besetzt.
Im Rahmen der Reaktivierung der 1987 stillgelegten Unteren Edertalbahn im September 2015 wurde die bislang zwischen Korbach und Brilon Wald verkehrende Linie RB 55 durch die Linie RB 42 ersetzt, welche durchgehend zwischen Brilon Stadt und Marburg (Lahn) verkehrt.

## Gleise
Der Bahnhof Willingen besitzt insgesamt drei Gleise und ist damit der größte und wichtigste Zwischenbahnhof der Uplandbahn Korbach–Brilon Wald. Die Gleise 1 und 2 besitzen einen zwischen ihnen befindlichen Mittelbahnsteig, welcher mit einer Bahnsteighöhe von 55 cm barrierefrei ausgebaut ist. Gleis 2 ist hierbei das durchgehende Hauptgleis der Uplandbahn, während Gleis 1 ein Ausweichgleis darstellt. Das bahnsteiglose Gleis 3 ist im westlichen Bahnhofsbereich mit einem Prellbock versehen und kann nur aus und in Richtung Korbach erreicht werden. Planmäßig wird es jedoch nicht benötigt.

## Betrieb
Der zentral in der Kernstadt von Willingen gelegene Bahnhof liegt an der Uplandbahn (Bahnstrecke Wega–Brilon Wald), welche Teil des Regio-Netzes Kurhessenbahn ist.

### Frühere Verbindungen
Bis Mitte der 1970er Jahre fuhren über die Uplandbahn durchgehende Fernzüge, unter anderem nach Amsterdam sowie der Heckeneilzug zwischen Hamburg und Frankfurt am Main. Letztgenannte Verbindung verschwand 1979 aus den Kursbüchern, während das Schnellzug-Paar Bad Wildungen–Amsterdam noch bis 1991 verkehrte. Seitdem gibt es in Willingen keinen Fernverkehr mehr.
Bis Mitte 2015 fuhr zwischen Korbach und Brilon Wald die Regionalbahnlinie RB 55 im Zweistundentakt, welche seit Wiedereröffnung der Almetalbahn-Teilstrecke Brilon Wald–Brilon Stadt am 11. Dezember 2011 auch vereinzelt über Brilon Wald hinaus verkehrte. Außerdem waren in einzelnen Zeitlagen der RB 55 Regional-Express-Züge der Linie RE 4 zwischen Brilon Stadt und Kassel im Fahrplanangebot. Sie mussten in Korbach einen Fahrtrichtungswechsel tätigen.

### Aktuelle Verbindungen
Im Fahrplanjahr 2021 verkehren über Willingen Züge der Linie RE/RB 97 täglich im Zweistundentakt von Brilon Stadt über Brilon Wald, Willingen, Korbach und Frankenberg nach Marburg (Lahn). Nachmittags findet eine Taktverdichtung statt.
Da Willingen ein bedeutender Wintersportort ist, werden vor allem im Winterhalbjahr zahlreiche Sonderzüge aus dem Großraum Dortmund / Hagen nach Willingen eingesetzt, so dass es zu dieser Zeit deutlich mehr Fahrten in Richtung Brilon Wald gibt als im restlichen Jahr.
| Linie     | Zuglauf | Takt                                                         |
| --------- | --- | ------------------------------------------------------------ |
| RE97 RB97 | Lahn-Sauerland-Express: Brilon Stadt – Brilon Wald – Willingen – Usseln – Korbach Hbf – Korbach Süd – Vöhl-Thalitter (nur RB 97) – Vöhl-Herzhausen – Vöhl-Schmittlotheim (nur RB 97) – Vöhl-Ederbringhausen (nur RB 97) – Frankenberg-Viermünden – Frankenberg-Goßberg – Frankenberg (Eder) – Burgwald-Birkenbringhausen – Wiesenfeld – Ernsthausen – Münchhausen – Simtshausen – Wetter (Hessen) – Cölbe – Marburg (Lahn) Stand: Fahrplanwechsel Dezember 2021 | 60/120 min (Brilon–Frankenberg) 60 min (Frankenberg–Marburg) |

## Tarife
Willingen liegt wie ganz Nordhessen im Tarifgebiet des Nordhessischen VerkehrsVerbundes (NVV). In Richtung Brilon Wald und damit in Richtung Nordrhein-Westfalen gilt der Übergangstarif des am 1. August 2017 neu eingeführten Westfalentarifs (WT).

## Zukunft
Der Nordhessische Verkehrsverbund (NVV) plant für die Zukunft einen durchgehenden Stundentakt der Linie RB 42 zwischen Brilon Stadt und Marburg (Lahn) an allen Tagen im Jahr.